# Rocznik Mazowiecki
Rocznik Mazowiecki – rocznik ukazujący się od 1967 roku w Warszawie. Wydawcą jest Mazowieckie Towarzystwo Naukowe. Publikowane są w nim artykuły naukowe, recenzje, materiały dotyczące historii Mazowsza. W latach 1988–1997 pismo nie ukazywało się.